# Plage de Silverstrand
Pour les articles homonymes, voir Silver Strand.
 (juillet 2018).
La plage de Silverstrand (銀線灣) est une petite plage située dans la péninsule de Clear Water Bay à Sai Kung, Hong Kong.

## Gestion
Comme beaucoup d'autres plages de Hong Kong, elle est gérée par le Leisure and Cultural Services Deparment. Une large gamme d'installations y sont disponibles, y compris des places de parking, des stands de rafraîchissements, des barbecues, des vestiaires et des douches. Les horaires des sauveteurs et des services de secours sont les suivantes : De 9h à 18h d'avril à octobre et de 8h à 19h les week-ends et jours fériés, de juin à août.

## Qualité de l'eau
La plage de Silverstrand est actuellement classée comme l'une des deux plages de Grade 2 présentes à Hong Kong par le Département de Protection Environnementale (Environmental Protection Department).

## Attaques de requins
Deux attaques mortelles de requins ont eu lieu sur la plage de Silverstrand:
- 8 juin 1991, une femme de 65 ans, Kam Leung-Ho (梁金好), fut mordue à la jambe droite et à la taille. Ces morsures entraînèrent sa mort[3].
- 11 juin 1993, un homme de 60 ans, Kwong Guang-Hing (鄺廣興), perdit son bras droit et sa jambe gauche. Il succomba à ses blessures.